# Antoninus von Pamiers

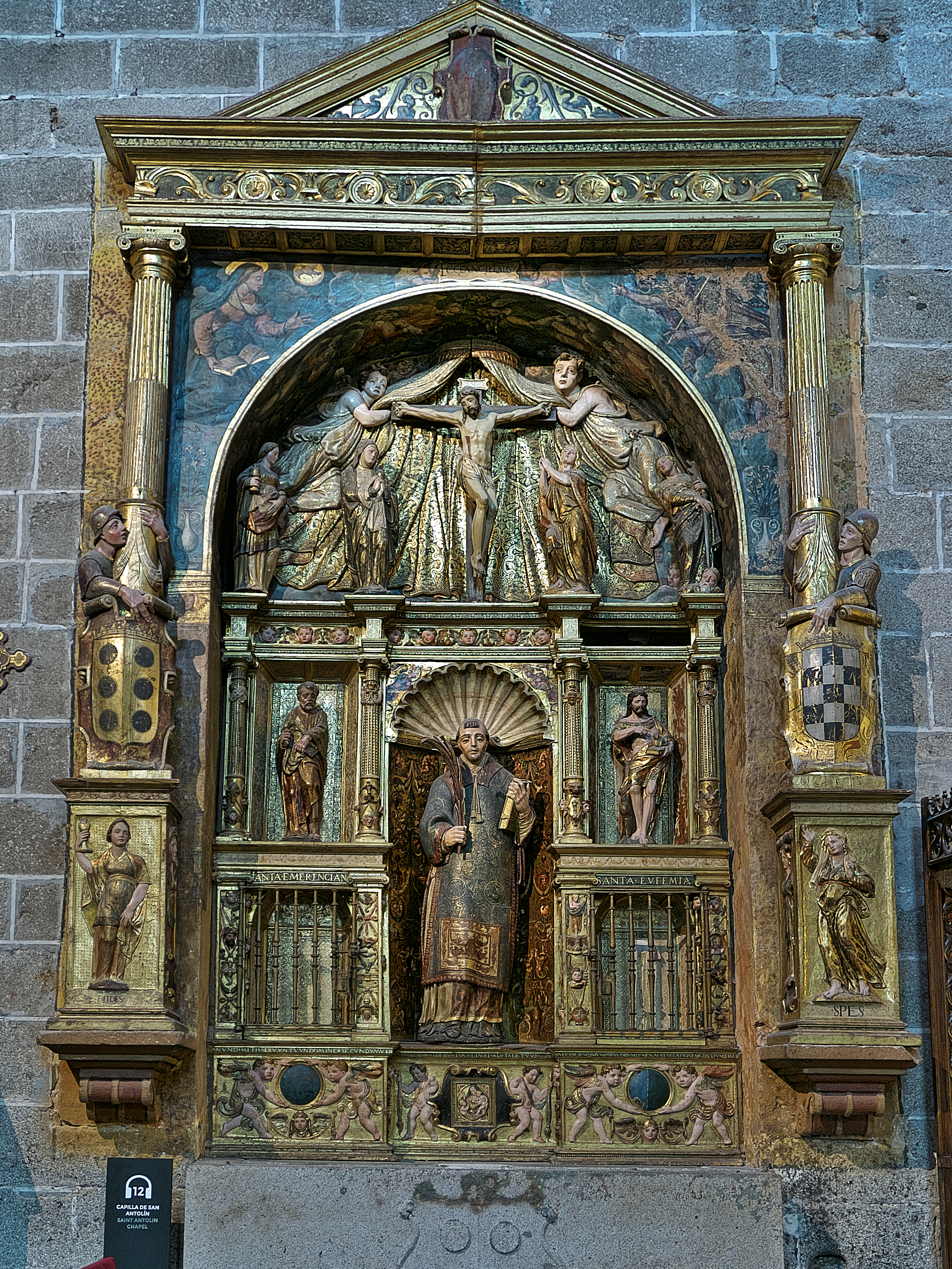
Altar des Heiligen in der Kathedrale von Ávila

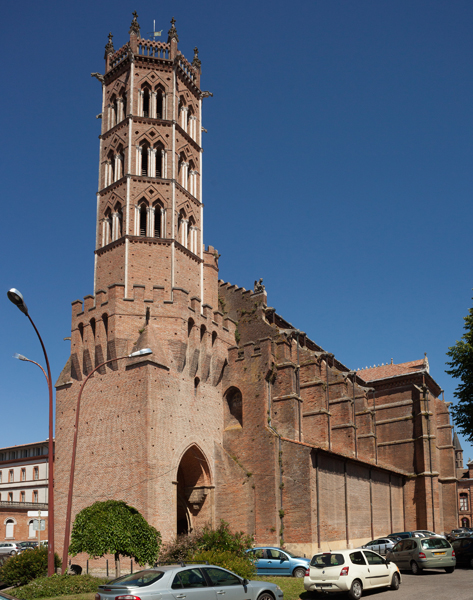
Kathedrale von Pamiers

Antoninus von Pamiers (französisch Saint Antonin, spanisch San Antolín; * 453? in Pamiers; † 506? in Saint-Antonin-Noble-Val) ist ein Heiliger der Katholischen Kirche. Seine historische Existenz ist letztlich unbewiesen und so sind auch seine Lebensdaten weitestgehend unklar. Verwechslungen mit Antoninus von Apamea sind ebenfalls möglich.

## Vita / Legende
Antoninus soll irgendwann im 1. bis 5. Jahrhundert in Fredelacum bei Pamiers geboren worden sein und sich bereits früh dem Christentum zugewandt haben. Nach einer Pilgerreise nach Rom soll er die Priesterweihe empfangen haben. Anschließend soll er in Aquitanien, speziell in der Region Rouergue, das Evangelium verkündet haben. Er soll Wundertaten vollbracht und – wegen seiner Nichtanerkennung des Arianismus – in Vallis Nobilis (heute Saint-Antonin-Noble-Val) sein Martyrium erlitten haben. Seine Reliquien sollen nach Pamiers und auf Befehl des Westgotenkönigs Wamba († 680) von dort teilweise nach Palencia verbracht worden sein. Über eine Kanonisierung ist nichts bekannt.

## Verehrung
Antoninus von Pamiers wird sowohl in Pamiers als auch in Palencia verehrt; die jeweiligen Kathedralen sind ihm geweiht und er ist Schutzpatron beider Städte. In Palencia existiert noch die in Teilen westgotische Krypta von San Antolín, was auf eine lange Tradition der Verehrung des Heiligen schließen lässt. Auch in der Kathedrale von Ávila ist ihm ein Altar gewidmet. In Medina del Campo trägt eine ehemalige Kollegiatkirche seinen Namen; außerdem ist er der Schutzpatron der Stadt. Mehrere kleinere Kirchen in Spanien (z. B. San Antolín de Bedón bei Llanes, Asturien), Italien und Frankreich tragen sein Patrozinium.

## Darstellung
Mittelalterliche Darstellungen des Heiligen sind unbekannt; die wenigen neuzeitlichen Bildnisse zeigen ihn im Priestergewand (dalmatica) mit Bibel und Märtyrerpalme.